# 포션빨로 연명합니다!
《포션빨로 연명합니다!》(일본어: ポーション頼みで生き延びます!)는 FUNA가 쓰고 스키마가 그린 일본의 라이트 노벨이다.  연재 사이트인 〈소설가가 되자〉에서 2015년 11월 3일부터 연재하고 있다. 단행본은 2023년 3월 기준으로 9권까지 나왔다. 각색 만화는 고단샤에서 전 9권으로 간행했다. 텔레비전 애니메이션은 주몬도(일본어: 寿門堂)에서 만들어 2023년 10월 8일부터 12월 24일까지 TV 아사히 등 아사히 계열에서 방영했다.

## 등장인물
- 나가세 카오루(일본어: 長瀬 香) / 카오루(일본어: カオル)(성우: 쿠스미 린)
- 셀레스틴(영어: Celestine)(성우: 토야마 나오)
- 프란셋(일본어: フランセット)(성우: 타카야나기 토모요)
- 에밀(영어: Emile)(성우: 코이즈미 모에카)
- 벨(영어: Bell)(성우: 이와타 하루키)
- 레이엣(일본어: レイエット)(성우: 키타가와 나츠키)
- 롤랜드(영어: Roland)(성우: 반 타이토)
- 페르난(프랑스어: Fernand)(성우: 키지마 류이치)
- 알랭(프랑스어: Alain)(성우: 오오츠카 다카오)
- 파비오(영어: Fabio)(성우: 와다 마사야)
- 지구의 관리자(성우: 사토 타쿠야)

## 방영 목록
| 회차         | 제목                                    | 방송 일자        |
| ------------ | --------------------------------------- | ---------------- |
| 1화          | 전생 특전으로 부탁드려요!               | 2023년 10월 8일  |
| 2화          | 이세계에서 안심 안전 생활을 추구합니다! | 2023년 10월 15일 |
| 3화          | 왕궁에서 할 말 다 하고 올게요!          | 2023년 10월 22일 |
| 4화          | 사도 모드로 반격합니다!                 | 2023년 10월 29일 |
| 5화          | 여신의 포션으로 장사합니다!             | 2023년 11월 5일  |
| 6화          | 치트로 군대를 무찌르러 갑니다!          | 2023년 11월 12일 |
| 7화          | 여신이 강림해서 전쟁을 종결시킵니다!    | 2023년 11월 19일 |
| 8화          | 미소녀로 인정받아서 유괴당합니다!       | 2023년 11월 26일 |
| 9화          | 온천에서 잠시 휴양하고 올게요!          | 2023년 12월 3일  |
| 10화         | 새로운 나라에서 초심으로 돌아갑니다!    | 2023년 12월 10일 |
| 11화         | 보물찾기로 남편감을 찾아냅니다!         | 2023년 12월 17일 |
| 마지막화(12) | 포션빨로 연명합니다!                    | 2023년 12월 24일 |